# Tímár István (kajakozó)
Tímár István (Budapest, 1940. január 7. – Budapest, 1994. december 4.) olimpiai- és világbajnoki ezüstérmes, kétszeres Európa-bajnok kajakozó.

## Élete
Az 1963-as Európa-bajnokságon K2 és K4 10000 méteren is győztes magyar csapat tagja volt. Az 1967-es duisburgi és az 1969-es moszkvai Eb-n is K2 1000 méteren bronzérmet szerzett. 
Az 1968-as mexikóvárosi olimpián egy ezüst- és egy bronzérmet szerzett. Az 1970-es és az 1971-es világbajnokságokon egy ezüstöt és két bronzérmet szerzett. 
Tímár István 1994. december 4-én hunyt el Budapesten.